# Laura Georges
Laura Georges, née le 20 août 1984 au Chesnay (Yvelines), est une ancienne footballeuse internationale française évoluant au poste de défenseur central.
Formée au Paris Saint Germain avec qui elle jouera en fin de carrière, elle évolue aussi avec l'université de Boston Collège, l'Olympique Lyonnais et le Bayern Munich. Avec plus de 180 sélections, elle est une des cadres de l'équipe de France féminine. jusqu'à l'arrêt de sa carrière le 24 mai 2018, après 17 ans en tant que professionnelle.
Depuis le 18 mars 2017, elle est secrétaire générale de la Fédération française de football.

## Biographie

### En club
D'ascendance guadeloupéenne, Laura Georges commence le football à l'âge de 12 ans, en 1997, au club du Paris Saint-Germain. Depuis son enfance, elle s’entraînait avec son père, grand passionné de football et son frère, dans le parc du Château de Versailles. Après des études au collège Pierre de Nolhac à Versailles, elle rejoint la faculté Léonard de Vinci avant de partir pour les États-Unis à Boston. À l'intersaison 2007, elle rentre en France et rejoint l'Olympique lyonnais, tout en poursuivant son cursus étudiant en effectuant un master Marketing, Communication et Stratégies commerciales à l'INSEEC Lyon.
Passée en 2013 au PSG après six ans à Lyon, elle déclare regretter le manque d'assiduité personnelle du président Nasser Al-Khelaïfi auprès de la section féminine. Cette sortie permet de faire bouger les choses au sein du club et dans la foulée, les filles partent en stage au Qatar puis jouent une rencontre de Ligue des Champions contre Glasgow City au Parc des Princes, antre des hommes du club[réf. souhaitée].
Joueuse de caractère et de poigne sur le terrain, elle est surnommée « le roc ». Elle est reconnue par les supporters comme une joueuse sympathique, généreuse, donnant toujours de son temps. Elle est également reconnue pour son franc-parler et notamment pour défendre la pratique de son sport et le manque d'implication de certains médias quand il s'agit de parler du football dit féminin[réf. souhaitée].
Le 14 mai 2015, malgré une blessure, elle a participé à la finale de la Ligue des Champions, avec son club, le Paris St Germain. Mais le club perd la finale de dernière minute contre Francfort (2-1). Le 5 janvier 2018, on apprend son départ du Paris Saint-Germain, pour le Bayern Munich.

### En sélection

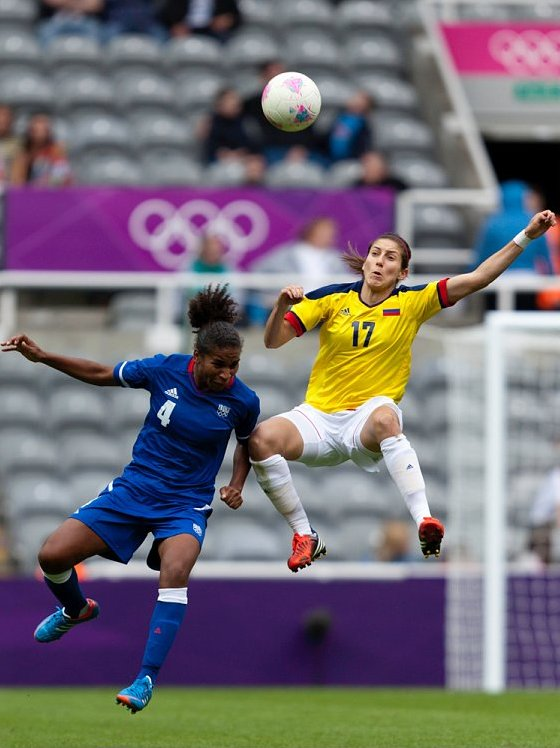
Avec la sélection aux Jeux Olympiques 2012 de Londres.

Elle fait sa première apparition en équipe de France le 26 septembre 2001 face aux Pays-Bas. Au 30 juin 2011, elle compte 120 sélections et 3 buts en équipe nationale. Elle participe aux Coupes du monde 2003 (à 19 ans) et 2011 ainsi qu'aux Championnats d'Europe 2005 et 2009.
Elle participe en 2015, au Canada, à sa troisième Coupe du monde. Elle forme avec Wendie Renard la charnière centrale de l'équipe de France durant toute la compétition qui se termine le soir du 26 juin 2015, en quart de finale face à l'Allemagne (1-1, t.a.b : 6-5).
En septembre 2017, lors du match de l'Equipe de France face au Chili (premier match de l'ère Diacre), elle récupère, après plusieurs années, son brassard de capitaine des Bleues.
Le 22 mai 2018, âgée 33 ans, elle annonce sa retraite sportive,.

### Reconversion
Depuis le 18 mars 2017, elle est secrétaire générale de la Fédération française de football.
Le 13 avril 2021, elle commente aux côtés de Samuel Duhamel la rencontre amicale de football féminin France/États-Unis sur W9. Elle commente ensuite avec Xavier Domergue des rencontres de la coupe du monde féminine de football 2023 diffusée sur M6 et W9. Elle couvre aussi la compétition pour la BBC.

## Galerie

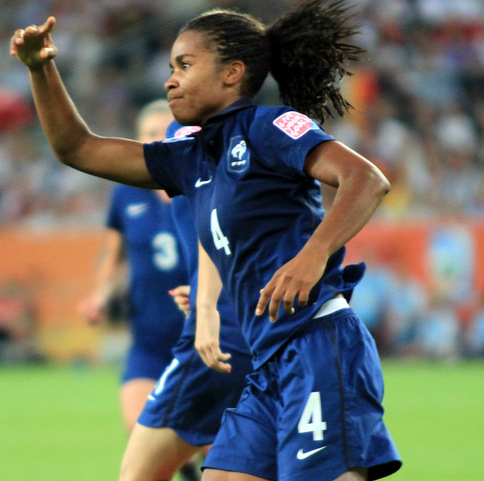
Lors de la Coupe du monde 2011.
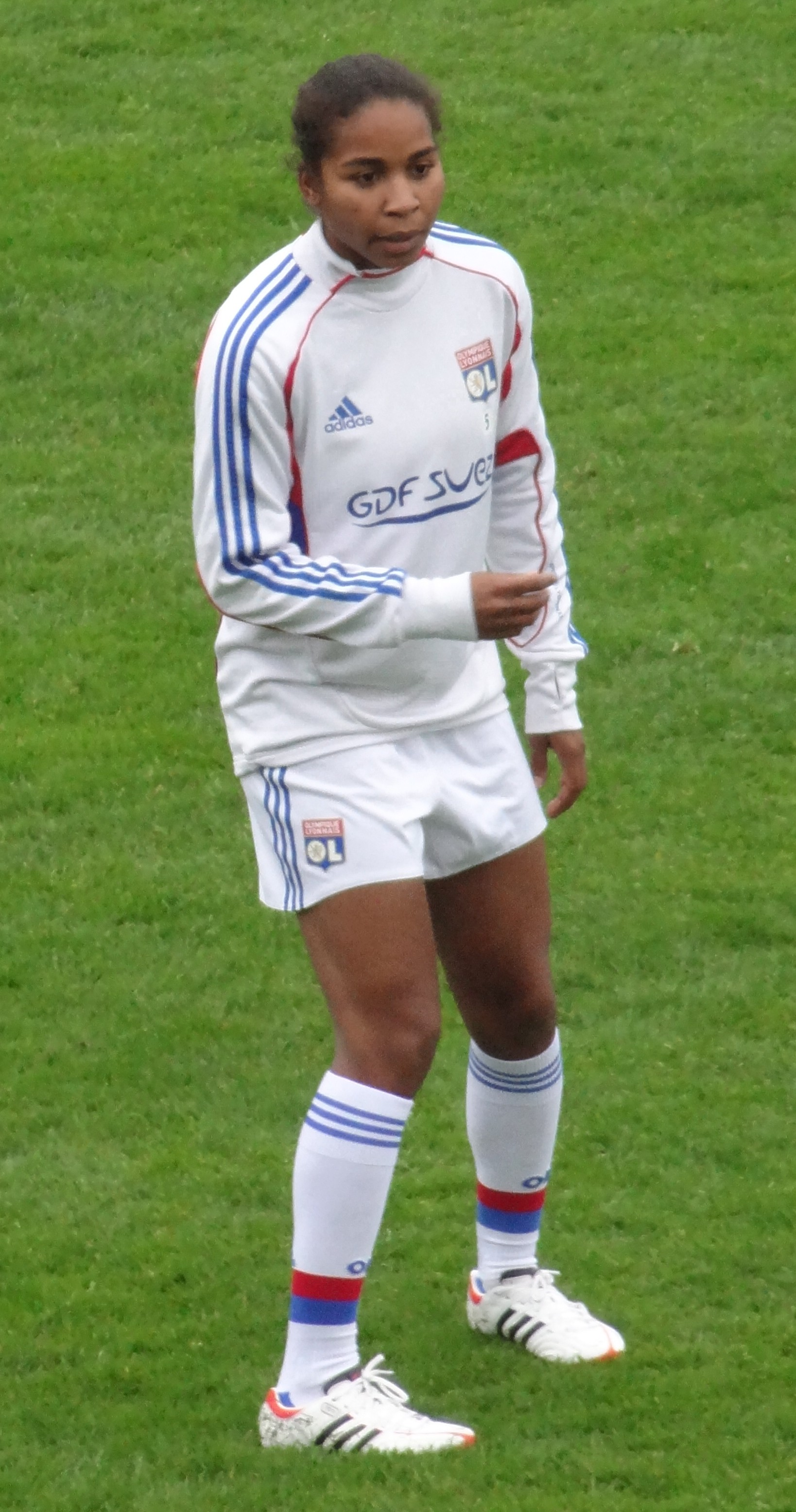
Avec l'Olympique lyonnais en avril 2012.
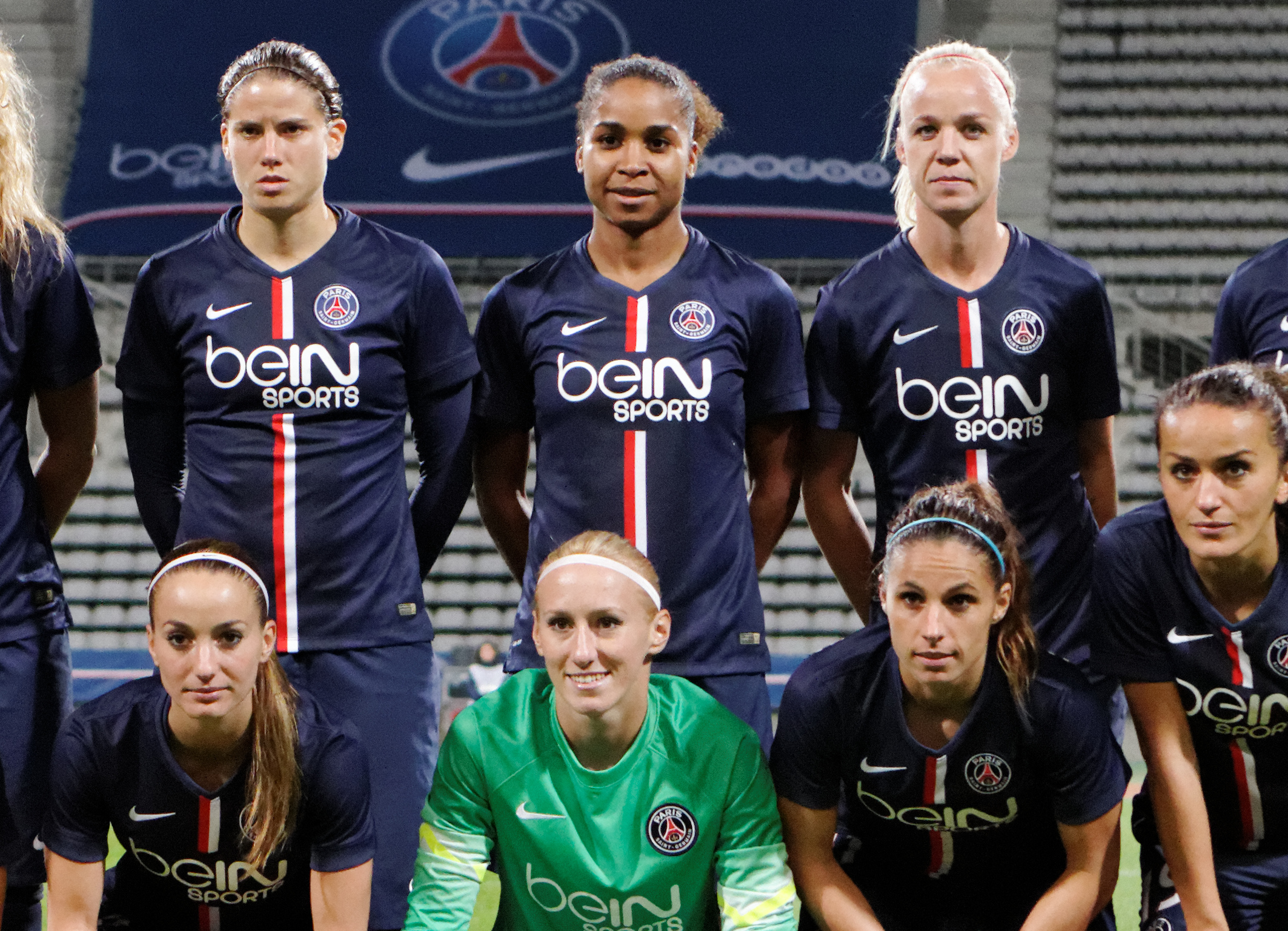
Avec le Paris Saint-Germain en octobre 2014.
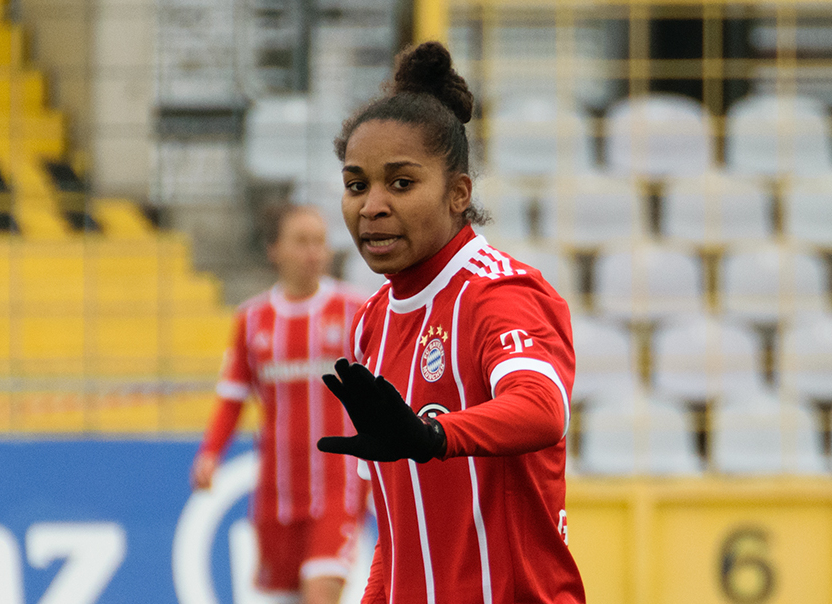
Avec le Bayern Munich en février 2018.

## Statistiques

### En club
| Saison                | Club                     | Championnat           | Championnat | Championnat | Coupe(s) nationale(s) | Coupe(s) nationale(s) | Compétition(s) continentale(s) | Compétition(s) continentale(s) | Compétition(s) continentale(s) | Total | Total |
| Saison                | Club                     | Division              | M.          | B.          | M.                    | B.                    | Comp.                          | M.                             | B.                             | M.    | B.    |
| 2003-2004             | Paris Saint-Germain      | Division 1            | 19          | 1           | -                     | -                     | -                              | -                              | -                              | 19    | 1     |
| Sous-total            | Sous-total               | Sous-total            | 19          | 1           | -                     | -                     | -                              | -                              | -                              | 19    | 1     |
| 2004                  | Eagles de Boston College | NCAA                  | 13          | 1           | -                     | -                     | -                              | -                              | -                              | 13    | 1     |
| 2005                  | Eagles de Boston College | NCAA                  | 18          | 0           | -                     | -                     | -                              | -                              | -                              | 18    | 0     |
| 2006                  | Eagles de Boston College | NCAA                  | 16          | 1           | -                     | -                     | -                              | -                              | -                              | 16    | 1     |
| Sous-total            | Sous-total               | Sous-total            | 47          | 2           | -                     | -                     | -                              | -                              | -                              | 47    | 2     |
| 2007-2008             | Olympique lyonnais       | Division 1            | 18          | 0           | 4                     | 0                     | C1                             | 10                             | 0                              | 32    | 0     |
| 2008-2009             | Olympique lyonnais       | Division 1            | 20          | 1           | 3                     | 1                     | C1                             | 6                              | 1                              | 29    | 3     |
| 2009-2010             | Olympique lyonnais       | Division 1            | 16          | 1           | 1                     | 0                     | C1                             | 6                              | 0                              | 23    | 1     |
| 2010-2011             | Olympique lyonnais       | Division 1            | 18          | 0           | 3                     | 0                     | C1                             | 6                              | 0                              | 27    | 0     |
| 2011-2012             | Olympique lyonnais       | Division 1            | 14          | 0           | 3                     | 0                     | C1                             | 5                              | 1                              | 22    | 1     |
| 2012-2013             | Olympique lyonnais       | Division 1            | 18          | 2           | 4                     | 0                     | C1+MC1                         | 5+2                            | 0+0                            | 29    | 2     |
| Sous-total            | Sous-total               | Sous-total            | 104         | 4           | 18                    | 1                     | -                              | 38                             | 2                              | 160   | 7     |
| 2013-2014             | Paris Saint-Germain      | Division 1            | 19          | 5           | 5                     | 0                     | C1                             | 2                              | 0                              | 26    | 5     |
| 2014-2015             | Paris Saint-Germain      | Division 1            | 16          | 2           | 2                     | 0                     | C1                             | 7                              | 0                              | 25    | 2     |
| 2015-2016             | Paris Saint-Germain      | Division 1            | 12          | 1           | 4                     | 0                     | C1                             | 4                              | 0                              | 20    | 1     |
| 2016-2017             | Paris Saint-Germain      | Division 1            | 17          | 0           | 6                     | 1                     | C1                             | 8                              | 0                              | 31    | 1     |
| 2017-2018             | Paris Saint-Germain      | Division 1            | 2           | 0           | -                     | -                     | -                              | -                              | -                              | 2     | 0     |
| Sous-total            | Sous-total               | Sous-total            | 66          | 8           | 17                    | 1                     | -                              | 21                             | 0                              | 104   | 9     |
| 2017-2018             | Bayern Munich            | 1. Frauen-Bundesliga  | 1           | 0           | -                     | -                     | -                              | -                              | -                              | 1     | 0     |
| Sous-total            | Sous-total               | Sous-total            | 1           | 0           | 0                     | 0                     | -                              | 0                              | 0                              | 1     | 0     |
| Total sur la carrière | Total sur la carrière    | Total sur la carrière | 237         | 15          | 35                    | 2                     | -                              | 59                             | 2                              | 331   | 19    |

### En sélection
| Sélection | Année | Statistiques | Statistiques |
| Sélection | Année | Matchs       | Buts         |
| --------- | ----- | ------------ | ------------ |
| France    | 2001  | 4            | 0            |
| France    | 2002  | 1            | 0            |
| France    | 2003  | 12           | 0            |
| France    | 2004  | 9            | 0            |
| France    | 2005  | 14           | 2            |
| France    | 2006  | 14           | 0            |
| France    | 2007  | 6            | 0            |
| France    | 2008  | 7            | 0            |
| France    | 2009  | 16           | 0            |
| France    | 2010  | 9            | 0            |
| France    | 2011  | 19           | 1            |
| France    | 2012  | 18           | 2            |
| France    | 2013  | 12           | 1            |
| France    | 2014  | 15           | 0            |
| France    | 2015  | 11           | 0            |
| France    | 2016  | 6            | 0            |
| France    | 2017  | 12           | 1            |
| France    | 2018  | 3            | 0            |
| Total     | Total | 188          | 7            |

## Palmarès

### En sélection
Équipe de France U19 :
- Championnat d'Europe :
  - Finaliste (1)  : 2002

 Équipe de France :
- Tournoi de Chypre :
  - Victorieuse (2) : 2012, 2014
- SheBelieves Cup :
  - Victorieuse (1) : 2017

### En club
Olympique lyonnais :
- Championnat de France : 
  - Championne (6) : 2008, 2009, 2010, 2011, 2012 et 2013
- Challenge de France/Coupe de France : 
  - Victorieuse (2) : 2008 et 2012
- Ligue des champions :
  - Victorieuse (2) : 2011 et 2012
  - Finaliste (2) : 2010 et 2013

 Paris Saint-Germain :
- Coupe de France :
  - Finaliste (1) : 2014[12]
- Ligue des champions :
  - Finaliste (2)  : 2015[13] et 
2017